# Brown Candover
Brown Candover – wieś w Anglii, w hrabstwie Hampshire, w dystrykcie Basingstoke and Deane. Leży 17 km na północny wschód od miasta Winchester i 84 km na południowy zachód od Londynu.